# كارا (مدينة)
كارا مدينة في التوغو و عاصمة منطقة كارا(واحدة من المناطق الخمس في توغو). يبلغ عدد سكانها ما يقرب من 109287 نسمة. تقع المدينة وسط البلاد وتبعد حوالي 400 كم شمال العاصمة لومي، بالقرب من بلدة بيا (مسقط رأس الرئيس السابق جناسينجبي اياديما).
كارا في الواقع، هي امتداد لحواف الجسر الألماني لنهر كارا بالقرب من قرية لاما القديمة، وتقع على المساحات الأرضية الأولى من جبل البلاد كابيي . كان الاسم الأصلي الموروث عن الاستعمار، «لاما، كارا».
يوجد في كارا العديد من الفنادق الفخمة والبنوك ومركز للمؤتمرات الذي كان مقرا لتجمع الشعب التوغولي قبل حلول الديمقراطية.
تسمح المدينة باستقبال أعداد كبيرة من السياح ورجال الأعمال والسياسيين بفضل قربها من المطار الدولي نيامتوغو،الذي يقع على بعد بضعة كيلومترات من كارا. ومع ذلك،يبقى لمطار العاصمة لومي في توغو على حافة المحيط الأطلسي،هيمنة كبرى على الرحلات الجوية الدولية. تعمل الحكومة التوغولية حاليا على تطوير مطار نيامتوغو لتشجيع تنمية السياحة في شمال البلاد الذي يعد وجهة رئيسية للسياحة في غرب أفريقيا ، حيث توجد مواقع التراث العالمي لليونسكو.
كل عام تنظم في كارا بطولة الإيفالا ، نوع من المصارعة التقليدية , تحظى هذه الممارسة بتغطية إعلامية مكثفة ، و هي خطوة في طقوس بدء شباب كابييه، المرور إلى مرحلة البلوغ.

## أعلام
- فينسنت بوسو